# Cristián Rojas Sanhueza
Cristián Manuel Rojas Sanhueza (Antofagasta, Chile, 19 de diciembre de 1985) es un Exfutbolista chileno que jugaba de defensa central o mediocampista donde destacó en Deportes Antofagasta, club en el cual fue capitán.

## Clubes
| Club                 | País  | Año       | PJ  | Goles |
| -------------------- | ----- | --------- | --- | ----- |
| Deportes Antofagasta | Chile | 2002-2010 | 29  | 1     |
| Cobreloa             | Chile | 2010-2012 | 49  | 0     |
| Curicó Unido         | Chile | 2012      | 5   | 1     |
| Deportes Antofagasta | Chile | 2013-2022 | 135 | 2     |